# Bidingen
Bidingen település Németországban, azon belül Bajorországban. Lakosainak száma 1898 fő (2023. december 31.).

## Népesség
A település népessége az elmúlt években az alábbi módon változott:
| Lakosok száma | 713  | 1239 | 934  | 1383 | 1640 | 1613 | 1702 | 1712 | 1822 | 1898 |
|               | 1875 | 1950 | 1975 | 1987 | 2012 | 2014 | 2016 | 2017 | 2021 | 2023 |